# Spicks and Specks (album)
Spicks and Specks drugi je studijski album australskog rock sastava The Bee Gees, koji izlazi u studenom 1966.g. Album pretežno sadrži rock balade, koje su bile vrlo popularne u to vrijeme i prihvaćene od publike.
Zapravo, ovaj je album trebao biti objavljen u srpnju, pod imenom Monday's Rain,  međutim, to se nije dogodilo. Na albumu se nalazi singl skladba "Spicks and Specks", koja je najavila vrlo dobar materijal na albumu, pa se tako prilikom objavljivanja gotovo odmah rasprodao.
Nakon ovog velikog uspjeha i objavljivanja albuma u diskografskoj kući Spin, mijenjaju izdavača i prelaze u Polydor, koji se danas zove Universal i jedna je od najvećih izdavačkih kuća svih vremena, u kojoj su svoje materijale objavili sastavi poput Beatlesa, U2, Aerosmitha i mnogih drugih.

## Popis pjesama
Strana 1
1. "Monday's Rain"
2. "How Many Birds"
3. "Playdown"
4. "Second Hand People"
5. "I Don't Know Why I Bother with Myself"
6. "Big Chance"

Strana 2
1. "Spicks and Specks"
2. "Jingle Jangle"
3. "Tint of Blue"
4. "Where Are You?"
5. "Born a Man"
6. "Glass House"

Snimano između travnja i srpnja 1966., u studiju Clair, Hurstville, Australija.

## Izvođači
- Barry Gibb - vokal, gitara
- Robin Gibb - vokal, gitara
- Maurice Gibb - vokal, gitara, bas-gitara, pianino
- John Robinson - bas-gitara
- Colin Petersen - bubnjevi
- Russell Barnsley - bubnjevi
- Steve Kipner - vokal
- Geoff Grant - rog

### Produkcija
- Ossie Byrne - projekcija
- Nat Kipner - producent

## Singlovi
1. svibanj 1966.
A: "Monday's Rain" [Singl verzija] - 2:58
B: "All of My Life" (B. Gibb) - 2:42
2. lipanj 1966.
A: "Monday's Rain" [Single verzija]
B: "Playdown"
3. rujan 1966.
A: "Spicks and Specks"
B: "I Am the World" (B. Gibb) - 2:33
4. veljača 1967.
A: "Born a Man"
B: "Big Chance"